# Bitwa pod Naome
Bitwa pod Naome – starcie zbrojne, które miało miejsce w roku 450 p.n.e. w trakcie wojny Syrakuz z Sykulami. 
Po zdobyciu Motye przez Sykulów w roku 451 p.n.e. latem następnego roku Syrakuzy wysłały przeciwko Duketiasowi znaczące siły. Do bitwy doszło w pobliżu miejscowości Naome. W wyniku starcia wojska Sykulów zostały pokonane, a ich resztki rozproszyły się w górach, chowając się w górskich twierdzach. Duketios tymczasem schronił się w Motye, gdzie zablokowała go armia Akragajczyków. Po nadejściu pod miasto Syrakuzańczyków, Duketias poddał się, szukając azylu w świątyni. Nie został ostatecznie ukarany, jedynie zesłany do Koryntu, gdzie spędził resztę życia.